# Seolleung (métro de Séoul)
Seolleung (hangeul : 선릉 ; hanja : 宣陵) est une station de correspondance entre la ligne 2 et la ligne Suin–Bundang du métro de Séoul. Elle est située au 340 Teheran-ro, quartier Samseong 2-dong, dans l'arrondissement de Gangnam-gu à Séoul en Corée du Sud. 
Ouverte en 1982 et devenue une station de correspondance en 2003, elle est desservie par les rames qui circulent sur la ligne 2 et sur la ligne Suin–Bundang.

## Situation sur le réseau

Plan du réseau (2023)

Établie en souterrain, la station Seolleung est une station de correspondance entre la ligne 2 et la ligne Suin–Bundang du métro de Séoul, :
sur la ligne circulaire de la ligne 2 du métro de Séoul, elle est située  entre la station Yeoksam, en direction de Hôtel de Ville, rotation dans le sens des aiguilles d'une montre sur la section circulaire, et la station Samseong, en direction de Hôtel de Ville, rotation dans le sens inverse des aiguilles d'une montre sur cette ligne circulaire, ; 
sur la ligne Suin–Bundang, elle est située entre la station Seonjeongneung, en direction du terminus Cheongnyangni, et la station Hanti, en direction du terminus ouest Incheon,.

## Histoire
La station Seolleung est mise en service le 23 décembre 1982, lors de l'ouverture à l'exploitation du prolongement de la ligne 2 du métro de Séoul, long de 5,5 km, entre les stations Complex Sportif et Université nationale de pédagogie de Séoul.
Elle devient une station de correspondance le 3 septembre 2003, lors de l'ouverture à l'exploitation du tronçon de 6,6 km, de la ligne Bundang, entre les stations Suseo et Seolleung, le nouveau terminus nord de la ligne. Elle devient une station de passage le 6 octobre 2012, lors du prolongement de la ligne Bundang jusqu'à Wangsimni.
Puis c'est une station de passage de la ligne Suin–Bundang, lors de la création de celle-ci, le 12 septembre 2020, par la fusion de la ligne Bundang et de la ligne Suin, reliées par un nouveau tronçon complété par l'utilisation en commun d'un tronçon de la ligne 4 du métro de Séoul.

## Services aux voyageurs

### Accès et accueil
La station souterraine est située 340 Teheran-ro, quartier Samseong 2-dong. Elle dispose de dix bouches, numérotées de 1 à 10, située de part et d'autre de la Teheran-ro et la Seolleung-ro à proximité de l'intersection entre les deux voies qui surplombent les deux lignes qui se croisent sous ce carrefour mais à des profondeurs différentes. Elle dispose d'automates pour les titres de transports et de divers autres commoditées comme des toilettes. Des escaliers, escaliers mécaniques et ascenseurs permettent les circulations piétonnes entre la surface et les différents niveaux souterrains.

### Desserte

#### Station de la ligne 2
Seolleung est desservie par les rames omnibus qui circulent sur la ligne 2. Elle dispose de deux quais latéraux équipés de portes palières.

Installations
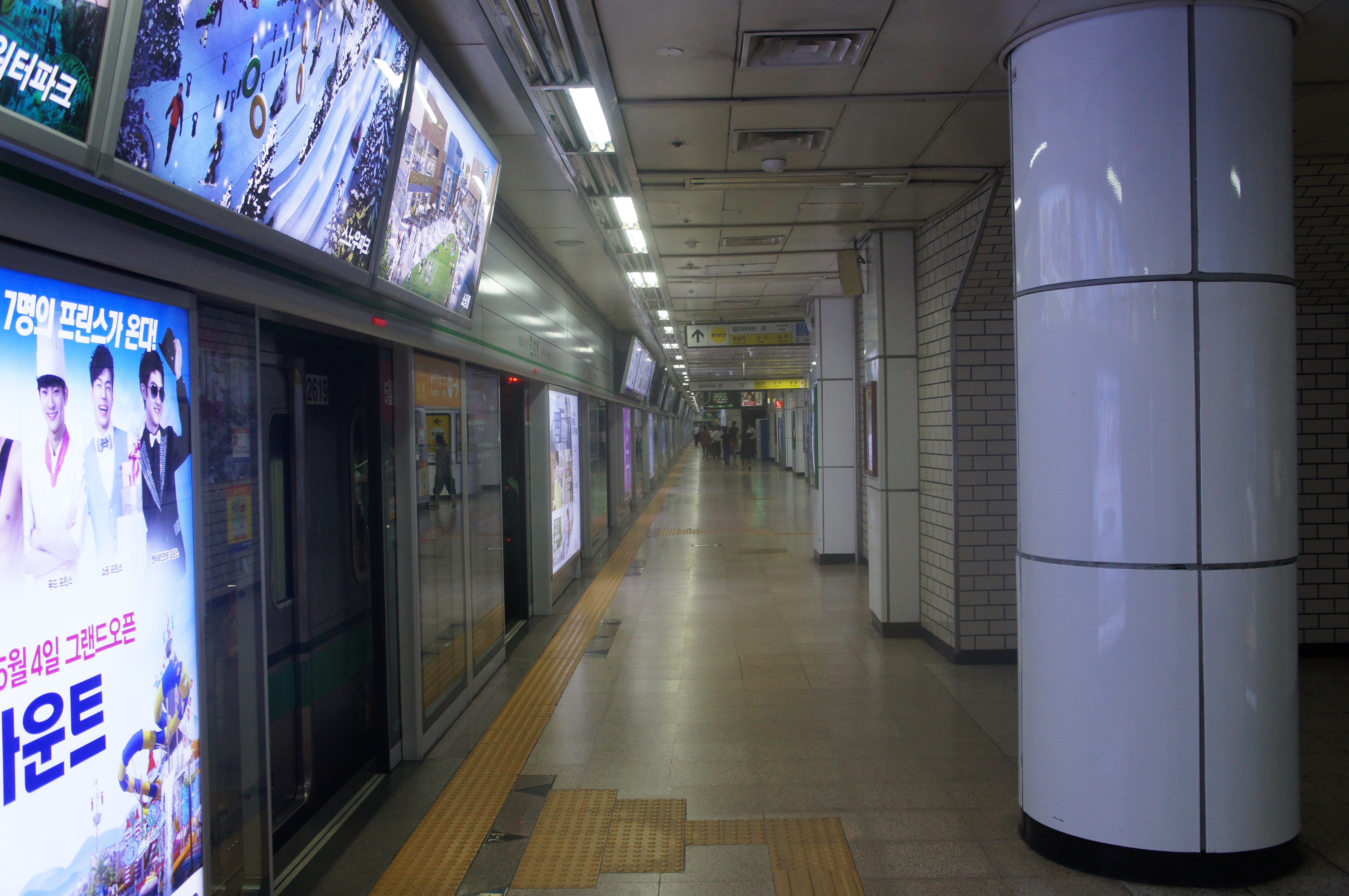
En 2013.
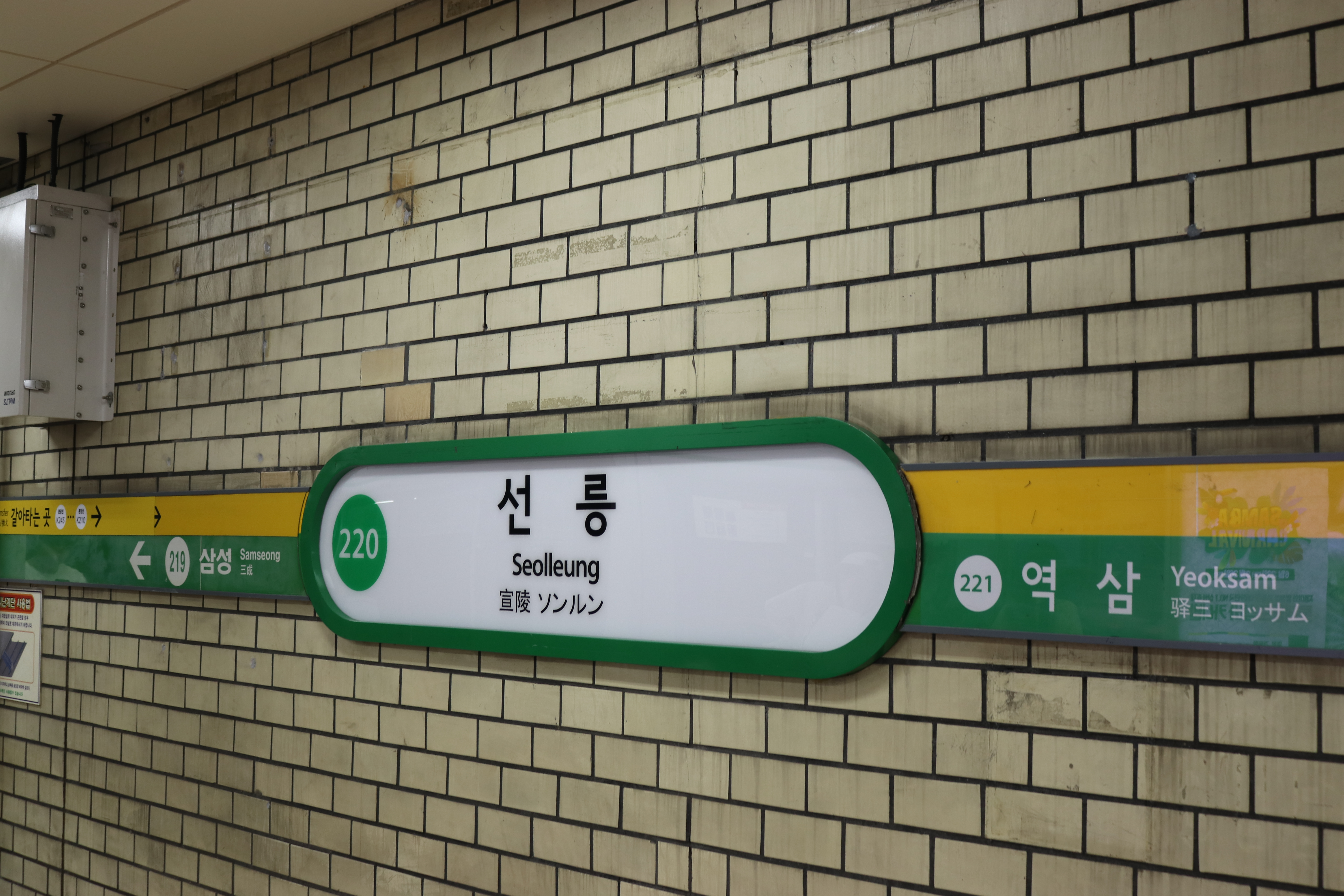
En 2018.
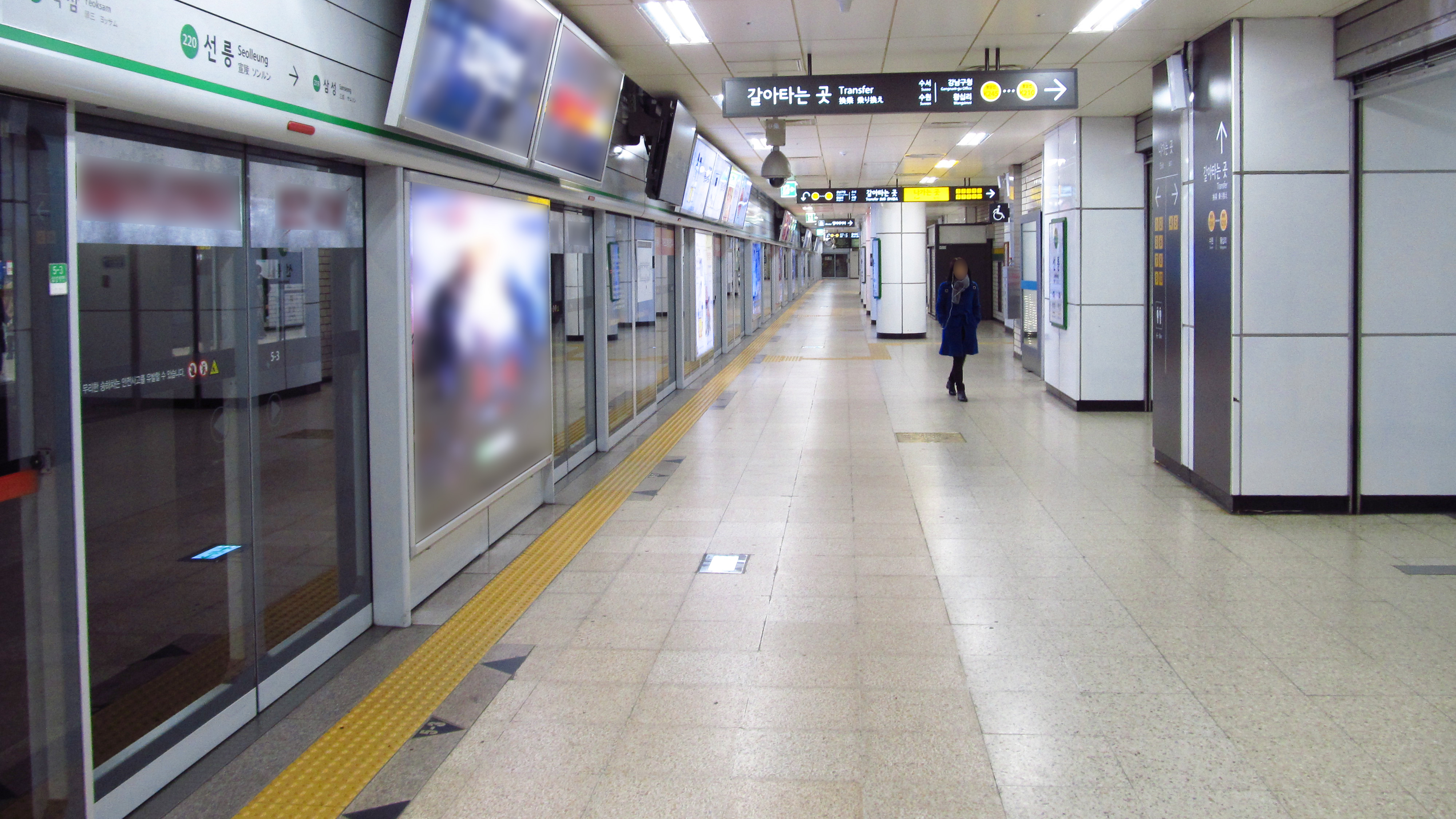
En 2018.

#### Station de la ligne Suine–Bundang
Seolleung est desservie par les rames omnibus qui circulent sur la ligne Suine–Bundang. Elle dispose de deux quais latéraux équipés de portes palières.

Installations
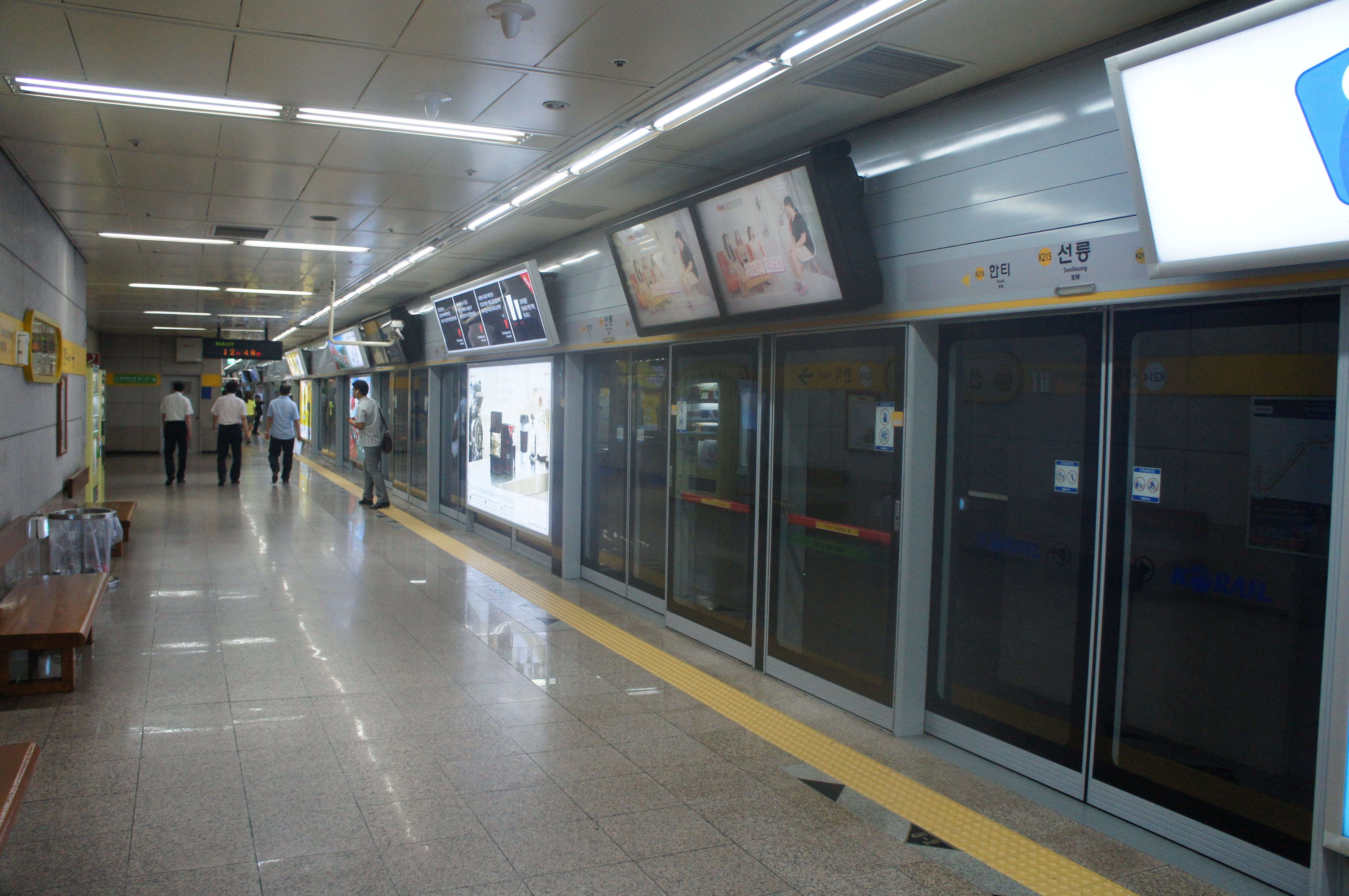
En 2013.
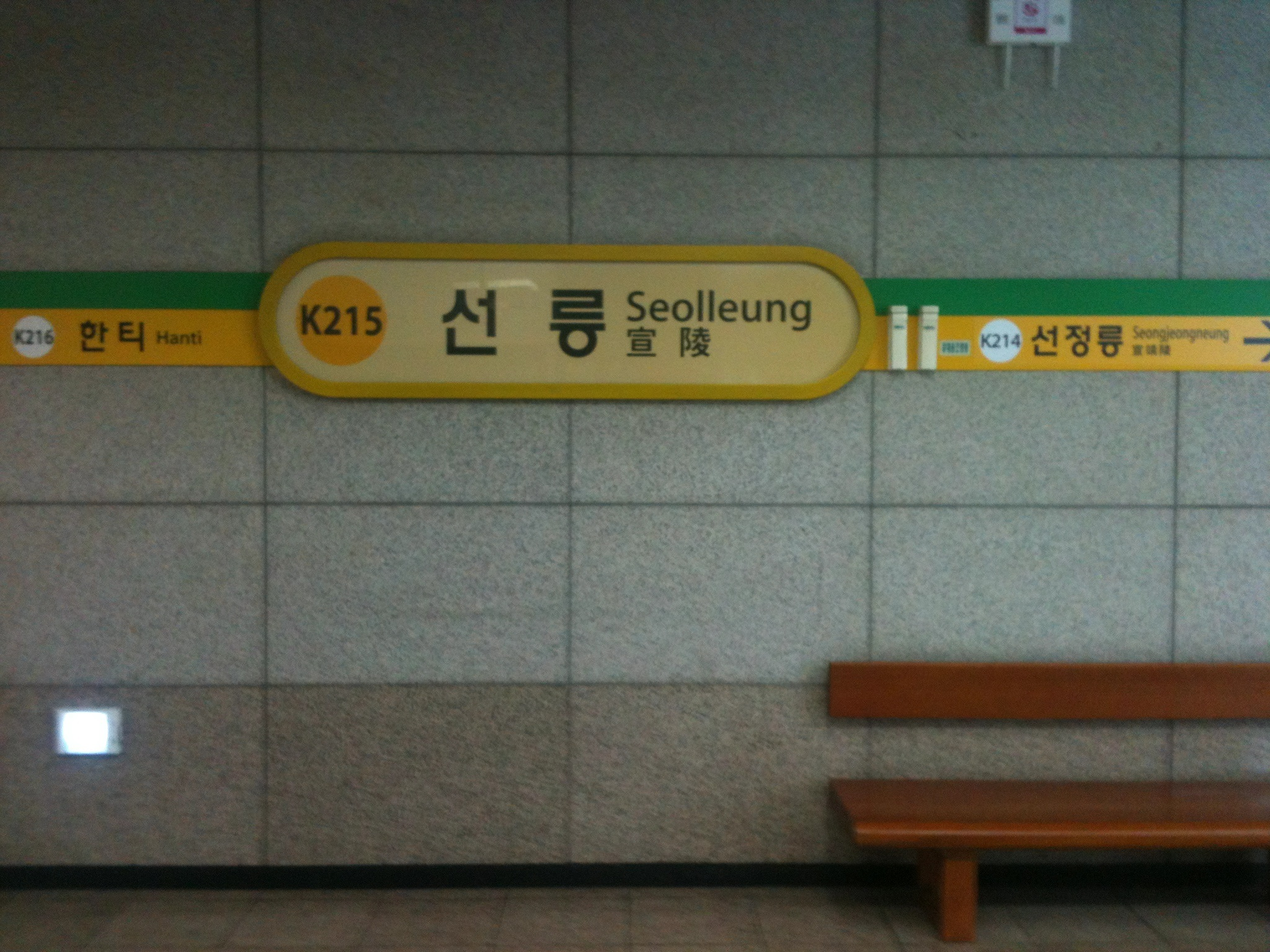
En 2012.
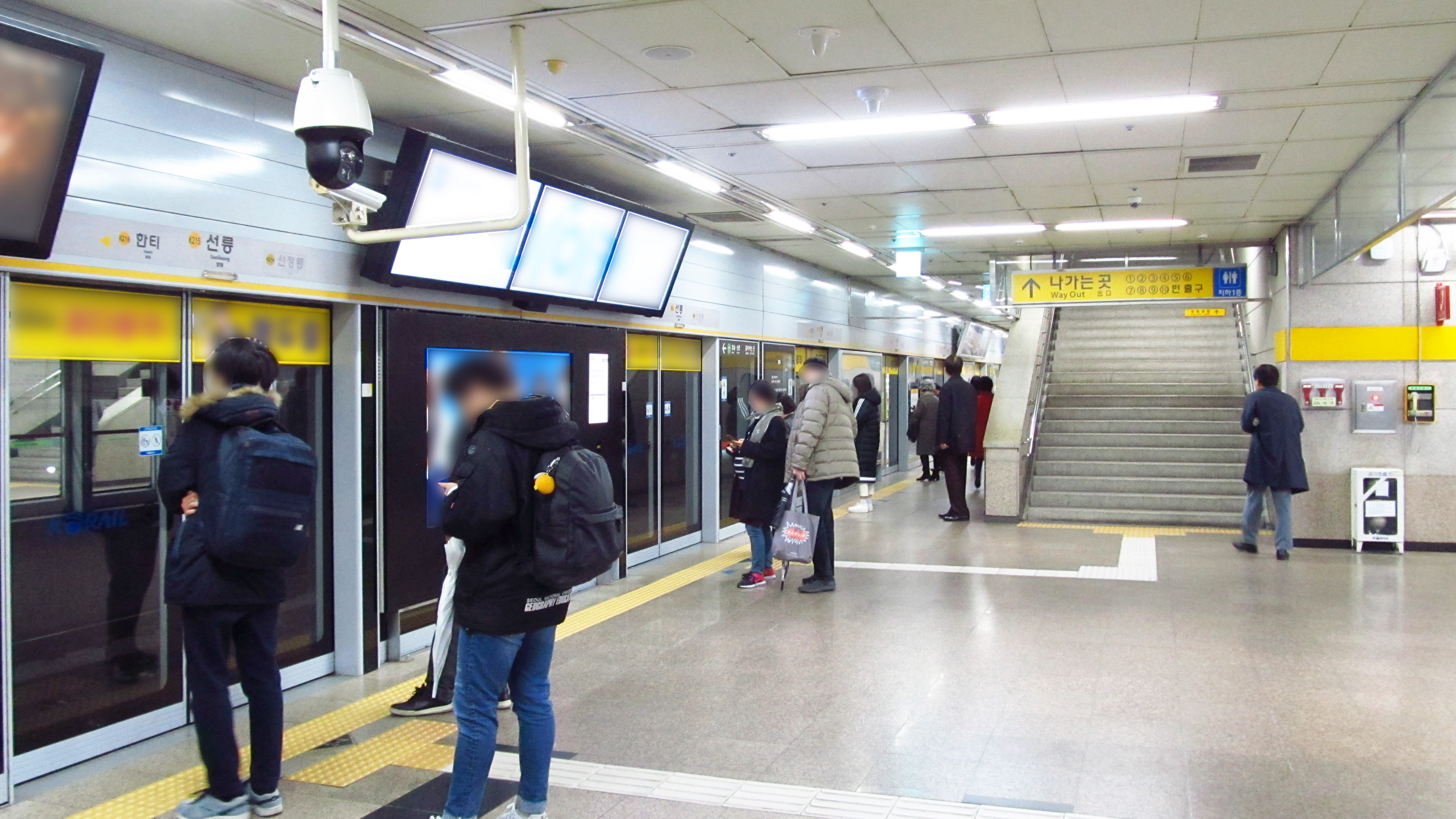
En 2018.

### Intermodalité
Des arrêts de bus sont situés à proximité.

## À proximité
Elle dessert notamment le site des tombe royale de Seolleung.